# Дамасо Беренгер
Дамасо Беренгер-і-Фусте, 1-й граф де Шауен (ісп. Dámaso Berenguer y Fusté; 4 серпня 1873 — 19 травня 1953) — іспанський військовик і політик, голова уряду Іспанії 1930-1931 років.

## Кар'єра
1892 року закінчив військову кінну академію. У 1895—1898 роках брав участь у війні проти кубинських сил, що боролись за незалежність від Іспанії. 1909 року за участь у війні на півночі Марокко отримав звання бригадного генерала, після чого займався адміністративною діяльністю в Африці. Після повернення на батьківщину 1916 року Беренгер став військовим губернатором Малаги.
Від 9 листопада 1918 року Беренгер обіймав посаду військового міністра в кабінетах Мануеля Гарсії Прієто та Альваро де Фігероа-і-Торреса. У грудні 1919 року отримав пост верховного комісара Іспанського Марокко, який займав до липня 1922.
Після встановлення диктатури Мігеля Прімо де Рівери Беренгер став керівником Королівської інтендантської служби. Від березня 1925 до серпня 1926 року був генерал-капітаном Галісії. Після відставки Прімо де Рівери у січні 1930 король Альфонс XIII доручив Беренгеру сформувати новий кабінет. У тому уряді він одночасно обіймав посаду військового міністра. Період його врядування в Іспанії називають «м'якою диктатурою». Втім новий прем'єр не зміг подолати політичну кризу, що зростала, та впоратись з економічними труднощами. У серпні 1930 року дві найбільші республіканські партії країни підписали угоду, в якій вони зажадали зречення короля престолу. 14 грудня 1930 року спалахнуло антимонархічне повстання в гарнізоні міста Хака, під час придушення якого було вбито обох його ватажків — капітанів Ферміна Родрігеса й Анхеля Ернандеса. Незадовго до тих подій на Беренгера було здійснено замах. Все це змусило генерала 14 лютого 1931 року вийти у відставку з посади голови уряду. Пост військового міністра він зберігав до 14 квітня 1931 року.
У квітні 1931 року, після втечі короля Альфонса XIII до Франції, Беренгер, незважаючи на його заяви про визнання республіки, разом з групою інших офіцерів-монархістів був заарештований і звинувачений у вбивстві офіцерів-республіканців у Хаці. Однак 1935 року його було цілковито виправдано.

## Твори
Дамасо Беренгер є автором кількох книг про політику та військову історію Іспанії початку XX століття, зокрема:
- «Campañas en el Rif y Yebala 1921—1922. Notas y documentos de mi diario de operaciones», 1923
- «De la Dictadura a la República», 1946